# Inscriptiones Latinae selectae
Pour les articles homonymes, voir ILS.

Les Inscriptiones Latinae selectae (ILS) sont une vaste anthologie d'inscriptions latines constituée à la fin du XIXe siècle et au début du XXe par l'historien et épigraphiste allemand Hermann Dessau. Paru de 1892 à 1916 en cinq fascicules correspondant à trois tomes et rédigé en latin, ce recueil, organisé par sujets, rassemble les inscriptions latines les plus célèbres et les plus importantes connues à l'époque. Chaque inscription est pourvue d'un numéro qui permet de l'identifier aisément. On cite souvent l'ouvrage sous une forme abrégée suivie du numéro de l'inscription. Les abréviations usuelles sont « Dessau », « D » ou « ILS ». Monument de science, les Inscriptiones Latinae selectae font autorité depuis leur parution et ont connu plusieurs réimpressions mais aucune mise à jour.

## Publications
- Hermann Dessau, Inscriptiones Latinae Selectae, I Berlin, 1892.
- Hermann Dessau, Inscriptiones Latinae Selectae, II, 1 Berlin, 1906.
- Hermann Dessau, Inscriptiones Latinae Selectae, II, 2, Berlin, 1906.
- Hermann Dessau, Inscriptiones Latinae Selectae, III, 1 Berlin, 1914[2].
- Hermann Dessau, Inscriptiones Latinae Selectae, III, 2, Berlin, 1916.

La réimpression du catalogue publiée en 1955 donne en fin de l'ouvrage la concordance entre les numéros ILS et les numéros CIL du Corpus Inscriptionum Latinarum